# Santanico Pandemonium
Santanico Pandemonium es un personaje de ficción de la franquicia From Dusk till Dawn. Es la reina vampiro principal de Titty Twister. Ha sido interpretada por Salma Hayek y Ara Celi en las sagas de películas y por Eiza González en la serie que se transmitió por el canal de televisión El Rey a partir del 11 de marzo de 2014 hasta el 1 de noviembre de 2016.

## Historia
Nació con el nombre de Esmeralda en México en 1894. Era la hija de Mauricio, el verdugo de un pequeño pueblo y de Quixla, la suma sacerdotisa vampiro. Esmeralda no sabía nada de su madre o su origen ya que fue criada por su padre, quien durante su infancia intentó matarla en varias ocasiones, pero ella volvía; por lo que optó por criarla asumiendo el rol de un padre severo y violento con la esperanza de que esto inhibiera la herencia de su madre, cosa que en parte funcionó ya que creció siendo una muchacha hermosa pero tímida y sin carácter.
En 1913, cuando Esmeralda tenía 19 años, fue secuestrada por Johnny Madrid un fugitivo condenado a la horca que logra huir con la ayuda de Catherine Reece, una estadounidense aspirante a forajido. El verdugo, temiendo el peor futuro para su hija, organizó una partida de búsqueda para atraparlos y siguió su rastro. Johnny se reunió con su pandilla y por consejo de Reece asaltaron la diligencia donde viajaba el autor americano Ambrose Bierce y la pareja de misioneros recién casados John y Mary Newlie. Al caer la noche se dirigieron a un burdel llamado La Tetilla del Diablo - que más tarde se convertiría en el Titty Twister - para mantenerse a salvo. 
En el lugar Esmeralda conoció a Quixla, quien se mostró muy cercana a la joven, hasta que una pelea hiciera que los vampiros los atacaran. Esto hizo que el grupo de Madrid, el de Mauricio y los demás sobrevivientes hicieran causa común para sobrevivir, pero durante la noche fueron constantemente mermados hasta que solo quedaron Esmeralda, Madrid, Mauricio, Bierce y Reece.
Tras ser atrapados por los vampiros Quixtla revela que Esmeralda es su hija y la nieta de la reina de los vampiros, la criatura más antigua y poderosa de su especie; la joven es una mestiza que engendró con Mauricio ya que está destinada a ser una princesa vampiro en toda regla llamada Santánico Pandemonium, sin embargo, después de nacer Mauricio se la había llevado con la esperanza de criarla como un ser humano normal. Quixtla y su madre realizaron un ritual donde la transformaron en un vampiro completo y que culminó cuando Esmeralda, ahora convertida en Santánico Pandemonium, asesinó a su abuela para convertirse en la nueva reina vampiro y posteriormente se alimentó de su padre. 
Satánico, quien conservaba los sentimientos de Esmeralda por Madrid, le pidió al forajido quedarse con ella, pero este logró liberarse y escapar junto a Bierce, únicos sobrevivientes gracias a la intervención de Mauricio, quien en sus últimos instantes como humano logró abrir las puertas del burdel para que huyeran y mientras la luz del sol mataba a Quixla. Madrid y Ambrose Bierce huyeron para unirse al ejército de Pancho Villa ignorando las súplicas de Santanico.
Santanico Pandemonium, tomó su lugar como reina vampiro y atracción principal del burdel y a lo largo del siglo, organizó grandes espectáculos en el bar. Con el paso de las décadas el lugar se fue ajustando a los nuevos tiempos y en algún momento durante el siglo XX cerca del burdel se construyó una carretera que recorría desde la frontera de Estados Unidos hacia México, esto hizo que los vampiros reformaran La Tetilla del Diablo y lo convirtieran en el Titty Twister, un bar estríper exclusivo para camioneros y bandas de motociclistas; de esta forma podían seguir funcionando sin llamar la atención, mientras se alimentaban de indeseables e individuos sin familia o gente cercana que notara su desaparición.
En 1996 los hermanos Seth y Richie Gecko, una pareja de criminales prófugos, llegaron al Titty Twister acompañados por el pastor Jacob Fuller y sus hijos, a quienes habían secuestrado durante su huida. El mentalmente inestable Richie pronto se ganó la enemistad de los vampiros al golpear a uno de ellos e inició una pelea durante la presentación de Santanico, quien tentada por la sangre del criminal no resistió el impulso de atacarlo y alimentarse de él, generando así un enfrentamiento entre humanos y vampiros donde ambos bandos se masacraron mutuamente.
En medio de la pelea, Santanico se convirtió en una horrible criatura parte serpiente y se enfrentó a Seth Gecko, quien la mantuvo a raya a base de disparos, sin embargo, gracias a sus habilidades sobrehumanas, Santanico lo dominó cuando su arma quedó vacía, prometiendo transformarlo solo para usarlo como un esclavo al que humillar por la eternidad; sin embargo, Seth logró recargar su arma en el último momento y disparar al techo, haciendo que un pesado candelabro cayera sobre Santánico y la matara.

## Escenas eliminadas
Originalmente Santanico mata a dos personajes en la película. Primero a Richard Gecko, mientras que, el segundo se puede ver en la sección de escenas borradas del Laserdisc y DVD de From Dusk Till Dawn donde Santanico (en su forma humana) se sienta en el regazo de un motociclista aturdido y herido (interpretado por Greg Nicotero de KNB Effects). Sosteniendo su mirada por un momento, una segunda boca se asemeja a una monstruosa serpiente, emerge de la boca y le muerde la cabeza.